# اچ‌ام‌ان‌زداس لئاندر
اچ‌ام‌ان‌زداس لئاندر (به انگلیسی: HMNZS Leander) یک کشتی بود که طول آن ۵۵۴٫۹ فوت (۱۶۹٫۱ متر) بود. این کشتی در سال ۱۹۲۹ ساخته شد.